# Terni
Terni – miasto i gmina we Włoszech, w regionie Umbria nad Nerą, w prowincji Terni.
Według danych na rok 2004 gminę zamieszkiwały 103 964 osoby, 492,7 os./km².
Miasto słynie z wysokiego na 165 m wodospadu Cascata delle Marmore, który został zbudowany przez inżynierów starożytnego Rzymu. W Terni pochowany został także biskup św. Walenty, będący patronem zakochanych. Co roku, 14 lutego w mieście organizowane są uroczystości z tym związane.

## Miasta partnerskie
- Hiszpania: Kartagena
- Francja: Saint-Ouen
- Czechy: Praga 8
- Węgry: Dunaújváros